# Kivimetsän Druidi
Kivimetsän Druidi est un groupe de folk metal symphonique finlandais, originaire de Kouvola. Après avoir auto-produit trois démos ainsi qu'un EP, le groupe signe au label Century Media Records auquel ils sortent leur premier album studio, Shadowheart en 2008.

## Biographie
Le groupe était à l'origine un duo formé en 2002 par les frères Joni (chant et guitare) et Antti Koskinen (claviers), influencés par le groupe Moonsorrow. Après avoir auto-produit trois démos — dont Kristallivuoren maa (2003), Taival (2004), et The New Chapter (2007) — ainsi qu'un EP, intitulé Mustan valtikan aika (2006), le groupe signe au label Century Media Records.
Après la sortie de Mustan valtikan aika, le groupe joue en concert pour Korpiklaani. Au début de 2007, Kivimetsän Druidi retourne en studio pour enregistrer un nouvel EP, intitulé The New Chapter. Cependant, d'autres changements de formation suivront, jusqu'en août 2007 lorsqu'ils suivront Korpiklaani à leur tournée européenne avec 20 représentations en automne dans 14 pays. À leur retour en novembre, ils commencent l'enregistrement d'une démo EP, Taottu. C'est à partir de ce moment qu'ils décrochent un contrat avec le label Century Media. Leur premier album studio est enregistré au début de juin au Noise Camp Studio à Turku.
Shadowheart est publié le 17 octobre 2008. Les premières critiques sont plutôt moyennes. Malgré les louanges concerts la solide production de l'album, le groupe marque la critique pour sa ressemblance trop flagrante à des groupes comme Finntroll, Turisas, Moonsorrow, Ensiferum, Battlelore, et Korpiklaani,,,,,,,,,,,,.
Le 23 avril 2010, leur deuxième album, Betrayal, Justice, Revenge, est publié par Century Media. Les chansons sont en partie similaires à celles du groupe finlandais Nightwish. Les avis de la presse spécialisée sur cet album sont divisés quant à l'évolution musicale du groupe,,,,,,,,. En novembre 2010, le groupe annonce sa participation au Paganfest en mars 2011 aux côtés de Korpiklaani, Moonsorrow et Unleashed.
Après quatre ans de silence, en 2014, le groupe annonce sa signature au label Northern Solitude Entertainment.

## Style musical
Le style principal, ainsi que les univers thématiques et visuels associés font partie du folk metal, cependant tous les morceaux sont fortement orientés vers le power metal et le metal symphonique, notamment grâce à la présence d'une chanteuse lyrique (dont la voix peut même faire penser aux voix du metal gothique) et l'usage de claviers.
Les textes des chansons du groupe sont inspirés par le roman fantastique du chanteur Joni Koskinen qui narre l'histoire du « pays de la montagne de cristal et de la forêt de pierre ».  C'est de là que vient le nom du groupe ; Kivimetsän Druidi signifie « le druide de la forêt de pierre » en finnois. Le groupe puisant ses influences dans celles des différents membres, on notera également des parties empruntées au heavy metal ou au thrash metal.

## Membres

### Membres actuels
- Leeni-Maria Hovila – chant féminin lyrique (depuis 2008)
- Joni Koskinen – chant masculin growl, guitare (depuis 2002)
- Antti Koskinen – claviers (depuis 2002)
- Antti Rinkinen – guitare (depuis 2004)
- Simo Lehtonen – basse (depuis 2007)
- Atte Marttinen – batterie (depuis 2007)

### Anciens membres
- Ville Ryöti – batterie (2005-2007)
- Jani Rämä – batterie (2004-2005 ; par la suite devenu un technicien pour le groupe)
- Jouni Riihelä – basse (2004-2006)
- Annika Laaksonen – chant féminin (2004-2006)
- Lukas Pearsall – claviers (2004-2007)
- Jenni Onishko – chant féminin (2006-2008)

## Discographie

### Albums studio
- 2008 : Shadowheart
- 2010 : Betrayal, Justice, Revenge

### Démos
- 2003 : Kristallivuoren Maa
- 2004 : Taival
- 2006 : Mustan Valtikan Aika
- 2007 : The New Chapter
- 2008 : Taottu